# Apocalypto
Apocalypto és una pel·lícula estatunidenca dirigida per Mel Gibson l'any 2006. La pel·lícula es va estrenar el 8 de desembre del 2006 als cinemes estatunidencs i ben aviat esdevingué un èxit de taquilla. S'ha doblat al valencià per a À Punt.
És una pel·lícula ambientada a les terres maies de Mesoamèrica fa cinc-cents anys, poc abans de la colonització espanyola d'Amèrica. Els diàlegs de la pel·lícula són exclusivament en maia yucatec. Els espectadors que no comprenen l'idioma maia només poden seguir els diàlegs mitjançant subtítols.

## Trama
El caçador Urpa de Jaguar viu amb la seva dona embarassada, el seu fill i el seu pare en un idíl·lic poble de la selva mesoamericana. De cop i volta, el poble és atacat per uns ferotges guerrers maies i és obligat a veure com maten el seu pare. No obstant això, aconsegueix ocultar la seva dona i el seu fill en un forat a terra (possiblement un petit cenote). Urpa de Jaguar és, juntament amb altres membres de la seva tribu, fet presoner i dut a una ciutat dels enemics. Pel camí es troben una nena que segurament ha contret la verola. Mentre un dels soldats la manté allunyada amb un pal per evitar que els infecti, ella profetitza que el sol es farà fosc i arribarà la fi dels poderosos maies.
A la ciutat, les dones són venudes com a esclaves mentre els homes són pintats de blau i duts a una piràmide on seran sacrificats. Quan Urpa de Jaguar està a punt de ser sacrificat, el sol s'enfosqueix a causa d'un eclipsi solar. Això ajuda als sacerdots a mantenir el seu poder, ja que demostren als maies tenir una comunicació directa amb el déu del sol. Després de mirar al rei, el sacerdot demana al déu del sol que torni a brillar si ja no li calen més sacrificis i, aleshores, es torna a fer clar, per la qual cosa dedueixen que no calen més sacrificis.
Aleshores Urpa de Jaguar i altres presoners són duts a un camp on han de córrer per salvar la vida mentre els disparen fletxes. A Urpa de Jaguar se li clava una fletxa i cau a terra. El fill del general que els manté captius és punt de rematar-lo quan Arpa de Jaguar aconsegueix fer girar el punyal i matar-lo. Aleshores fuig a la selva mentre el general i els seus homes el persegueixen. A la selva, Urpa de Jaguar fa servir les seves habilitats de caçador per matar els seus perseguidors. Quan el general ja ha mort i ja només queden dos soldats vius, Urpa de Jaguar es limita a fugir quan, de cop i volta, els perseguidors veuen l'arribada dels vaixells espanyols i es distreuen. Urpa de Jaguar aprofita la distracció dels soldats per arribar al seu antic poble i treure la seva dona, que ja ha parit, i els seus fills del cenote poc abans que la pluja l'ompli d'aigua i els ofegui. Un cop s'ha retrobat amb la seva família, decideix endinsar-se a la selva i buscar un nou començament.

## Crítiques
- Segons la revista The New Yorker aquesta pel·lícula és "una obra d'art patològica". Mel Gibson és "en molts aspectes un idiota", però que "ja ha après com s'explica una història i com accelerar el pols de l'espectador amb una història". Segons The New Yorker, cal "admirar aquest do, ja que al Hollywood de l'actualitat és ben estrany" però també cal preguntar-se quines obsessions l'impulsen.[2]
- La revista alemanya Cinema va arribar a dir que a pel·lícula és "violenta, plena d'emocions i bellesa".[3]
- Altres crítiques retreuen a la pel·lícula el fet d'enfortir l'estereotip dels indígenes americans precolombins com a pobles sanguinaris.[4][5]

## Premis i nominacions
Apocalypto va ser nominada a tres Oscars: Millor so, Millor muntatge sonor i millor maquillatge. També va ser nominat com a millor pel·lícula de parla no anglesa als premis Globus d'Or, BAFTA, BFCA i Satellite.

## Curiositats
- El rodatge de la pel·lícula va començar el 25 de novembre del 2005 amb un pressupost de 40 milions de dòlars a Catemaco, Veracruz i al Yucatán.
- Durant el rodatge no es van fer servir pel·lícules, sinó càmeres digitals (les Panavision Genesis). Després es gravà en HDCAM SR.
- Es va provar de rodar la pel·lícula en maia yucatec, la llengua maia del Yucatán. Aquesta llengua és parlada per prop d'un milió de persones a Mèxic i és considerada com una de les llengües mexicanes més importants. El yucatec que es parla a la pel·lícula té, segons el doctor Grube de la universitat de Bonn, un accent tan fort que és incomprensible fins i tot per a un parlant natiu.
- Mel Gibson no apareix a la pel·lícula, però al tràiler se'l pot veure en un moment (al segon 1:46).